# Неразбериха (альбом)
Неразбериха — пятый студийный альбом российского рэп-исполнителя Noize MC, официально выпущенный 28 октября 2013 года. Однако в сети пластинка появилась уже 24 октября и была выложена для прослушивания на общедоступных интернет-ресурсах.

## Об альбоме
Песни, вошедшие в данный альбом, записывались в период с апреля по сентябрь 2013 года. Композиции пронизаны темой личных переживаний, а также социальной
тематикой.
Композиции «Безмозглая Музыка», «Настоящего», «Капитан Америка (Не Берет Трубу)» и «Нету Паспорта» первоначально были исполнены 20 сентября 2013 года на рэп-концерте Unite All Cities.
В музыкальном плане альбом сильно отличался от четырёх первых. Пластинка состоит по большей части из современного хип-хопа, и сочинялась
с битмейкером по имени Shot (он же DJ Stufford). Как признался сам Иван Алексеев, это была попытка сделать для себя что-то необычное.
Музыки, созданной вместе с группой, на альбоме гораздо меньше.
Кроме этого, присутствуют и совместные треки, записанные с различными исполнителями. Среди них присутствуют песни с Влади из группы Каста («Нероссия»),
Ёлкой («Нам Не Понять»), бит-боксером Вахтангом («Нету Паспорта») и альтернативной группой 7000$ («Тёмную Сторону Силы»).
В данный момент альбом можно приобрести для покупки в электронном виде на сервисе iTunes, а также на физическом носителе, издаваемом лейблом Мистерия звука.

## Список композиций
Все тексты написаны Иваном «Noize MC» Алексеевым, если не указан другой, вся музыка написана Иваном «Noize MC» Алексеевым, если не указан другой.
| №                   | Название                                  | Текст песни                                          | Музыка                                               | Длительность |
| ------------------- | ----------------------------------------- | ---------------------------------------------------- | ---------------------------------------------------- | ------------ |
| 1.                  | «+ - 0»                                   |                                                      | Денис «Карандаш» Григорьев                           | 2:55         |
| 2.                  | «Нету паспорта» (совместно с Вахтангом)   |                                                      |                                                      | 4:00         |
| 3.                  | «Настоящего»                              |                                                      |                                                      | 2:54         |
| 4.                  | «Нам не понять» (совместно с Ёлкой)       |                                                      |                                                      | 3:24         |
| 5.                  | «Жирный чёрный пробел»                    | Иван «Noize MC» Алексеев, Валерий Юнусов             | Шот a.k.a. DJ Stufford                               | 3:15         |
| 6.                  | «Ненавижу»                                |                                                      |                                                      | 3:40         |
| 7.                  | «Тёмную сторону силы» (совместно с 7000$) |                                                      | Иван Игнатов                                         | 2:12         |
| 8.                  | «Влиятельные покровители»                 |                                                      | Сергей «RasKar» Позняков                             | 3:42         |
| 9.                  | «Не надо было»                            |                                                      | Шот a.k.a. DJ Stufford                               | 3:18         |
| 10.                 | «Чебуречная»                              |                                                      |                                                      | 3:52         |
| 11.                 | «Капитан Америка (Не берет трубу)»        |                                                      |                                                      | 3:10         |
| 12.                 | «Нероссия» (совместно с Влади)            | Иван «Noize MC» Алексеев, Владислав «Влади» Лешкевич | Денис «Карандаш» Григорьев, Сергей «RasKar» Позняков | 4:10         |
| 13.                 | «Неразбериха»                             |                                                      |                                                      | 4:11         |
| 14.                 | «Безмозглая музыка»                       |                                                      | Шот a.k.a. DJ Stufford                               | 4:22         |
| 15.                 | «Гой еси»                                 |                                                      |                                                      | 3:48         |
| 16.                 | «Game Over» (совместно с Staisha)         |                                                      | Шот a.k.a. DJ Stufford                               | 2:53         |
| 17.                 | «Жвачка» (video edit)                     |                                                      | Александр «Mewark» Петрунин                          | 3:04         |
| Общая длительность: | Общая длительность:                       | Общая длительность:                                  | Общая длительность:                                  | 58:51        |

| №   | Название  | Музыка                                             | Длительность |
| --- | --------- | -------------------------------------------------- | ------------ |
| 18. | «Маятник» | Сергей «RasKar» Позняков, Иван «Noize MC» Алексеев | 2:36         |

| №                   | Название                          | Музыка                                             | Длительность |
| ------------------- | --------------------------------- | -------------------------------------------------- | ------------ |
| 15.                 | «Маятник»                         | Сергей «RasKar» Позняков, Иван «Noize MC» Алексеев | 2:36         |
| 16.                 | «Гой еси»                         |                                                    | 3:48         |
| 17.                 | «Game Over» (совместно с Staisha) | Шот a.k.a. DJ Stufford                             | 2:53         |
| 18.                 | «Жвачка» (video edit)             | Александр «Mewark» Петрунин                        | 3:04         |
| Общая длительность: | Общая длительность:               | Общая длительность:                                | 58:51        |

## Участники записи
Noize MC
- Иван «Noize MC» Алексеев — вокал, гитара (2-6, 12, 15, 17), аранжировки (2-4, 10-13, 17), укулеле (2, 6, 12, 13), гиталеле (4, 13), битбокс (4), скрэтч (2, 10), MIDI-программинг (3, 4, 10, 12), сэмплер (3, 4, 10, 12)
- Александр «Кислый» Кислинский — бэк-вокал (3, 5, 8, 11, 13), бас-гитара (5, 13, 17), аранжировки (13)
- Павел «Pa$hock» Тетерин — бэк-вокал (3, 5, 8, 11), барабаны (5, 17)
- Максим Крамар — бэк-вокал (3, 5, 8, 11), гитара (17)

Дополнительные музыканты
- Вахтанг Каландадзе — вокал (2, 11), бэк-вокал (11), битбокс (2)
- Ёлка — вокал (4), бэк-вокал (11)
- Владислав «Влади» Лешкевич — вокал (12)
- Анастасия «Staisha» Александрина — вокал (16), бэк-вокал (11), аранжировки (16)
- Валерий Юнусов — бэк-вокал (3, 5, 8, 11)
- Максим Гну — бэк-вокал (3, 5, 8, 11)
- Сергей «Скворец» Скворцов — фортепиано (13), бэк-вокал (13), аранжировки (13)
- Шот a.k.a. DJ Stufford — MIDI-программинг (5, 9, 14, 16), сэмплер (5, 9, 14, 16), гитара (5, 14), бас-гитара (5, 14), аранжировки (5, 13, 16), битбокс (13), скрэтч (5), бэк-вокал (13)
- Ирина «Риша» Львова — виолончель (13), бэк-вокал (13), аранжировки (13)
- Олег Кудрявцев — саксофон (13), бэк-вокал (13), аранжировки (13)
- Сергей «RasKar» Позняков — аранжировки (2-4, 6, 8, 10-16, 18), сведение (2-6, 8, 10-15), MIDI-программинг (3, 4, 6, 8, 10, 12, 15), сэмплер (3, 4, 6, 8, 10, 12, 15), бэк-вокал (11)
- Роман «Крест» Докукин (7000$) — бэк-вокал (7), аранжировки (7)
- Иван Игнатов (7000$) — гитара (7), бэк-вокал (7), аранжировки (7)
- Юрий Баланов (7000$) — бас-гитара (7), скрэтч (7), бэк-вокал (7), аранжировки (7)
- Дмитрий «Седой» Крупин (7000$) — барабаны (7), бэк-вокал (7), аранжировки (7)
- Иван Кузнецов (7000$) — MIDI-программинг (7), сэмплер (7), бэк-вокал (7), аранжировки (7)
- Александр «ShaMan» Мигунов — бэк-вокал (1), аранжировки (1), сведение (1)
- Антон «Tony Vecher» Лазарев — гитара (4)
- Денис «Карандаш» Григорьев — MIDI-программинг (1, 12), сэмплер (1, 12), аранжировки (1)
- Владимир «IntroVert» Коваль — аранжировки (9), сведение (9)
- Кирилл «Rusted» Борисов — аранжировки (7), сведение (7)
- Илья Лукашев — сведение (17)
- Ричард Битэм — мастеринг